# Marcha de los trabajadores de la construcción / Parando los tijerales
Marcha de los trabajadores de la construcción / Parando los tijerales es el duodécimo sencillo oficial del cantautor chileno Víctor Jara como solista, y su último en vida. Fue lanzado en 1973 y pertenece a su álbum póstumo Manifiesto, lanzado en 1974.

## Lista de canciones
| Lado A |                                                 |              |          |  |
| N.º    | Título                                          | Escritor(es) | Duración |  |
| 1.     | «Marcha de los trabajadores de la construcción» | Víctor Jara  | 3:27     |  |

| Lado B |                         |              |          |  |
| N.º    | Título                  | Escritor(es) | Duración |  |
| 2.     | «Parando los tijerales» | Víctor Jara  | 2:41     |  |
| 6:55   |                         |              |          |  |